# اگلسبرگ
اگلسبرگ (به آلمانی: Eggelsberg) یک منطقهٔ مسکونی در اتریش است که در برونو آم این واقع شده‌است. اگلسبرگ ۲۴٫۱۲ کیلومتر مربع مساحت دارد ۵۳۱ متر بالاتر از سطح دریا واقع شده‌است.